# Francisco Fernández Miranda
Francisco Fernández Miranda (Madrid, 21 de junio de 1986) es un jugador de waterpolo español. Disputó los Juegos Olímpicos de Río de Janeiro 2016 con España, obteniendo un séptimo puesto y los juegos de Tokio 2020 donde obtuvo el cuarto puesto y diploma olímpico.

## Clubes
- Club Natación Tres Cantos ( España) (1993-2002)

- Real Canoe Natación Club ( España) (2002-2004)

- Club Natació Atlètic Barceloneta ( España) (2004-2009)

- Club Natació Matarò Quadis ( España) (2009-2010)

- Club Natació Atlètic Barceloneta ( España) (2010-2023)

## Participaciones en Juegos Olímpicos
- Río de Janeiro 2016, puesto 7.
- Tokio 2020, puesto 4.